# О’Бэннон, Эд
Эдвард «Эд» Чарльз О’Бэннон младший (англ. Edward "Ed" Charles O'Bannon, Jr.; родился 14 августа 1972 года в Лос-Анджелесе, штат Калифорния) — американский профессиональный баскетболист.

## Карьера игрока
Играл на позиции лёгкого форварда и атакующего защитника. Учился в Калифорнийском университете в Лос-Анджелесе, в 1995 году был выбран на драфте НБА под 9-м номером командой «Нью-Джерси Нетс». Позже выступал за команды «Даллас Маверикс», «Асегас А. П. С. Триест», «Вальядолид», «Ретимно Эгин», «Бока Хуниорс», «Лос-Анджелес Старз» (АБА), «Анвил», «Полония» (Варшава) и «Астория». Всего в НБА провёл 2 сезона. В 1995 году О’Бэннон стал чемпионом Национальной ассоциации студенческого спорта (NCAA), а также самым выдающимся игроком этого баскетбольного турнира. В том же году стал лауреатом Приза имени Оскара Робертсона и Приза имени Джона Вудена, а также включался в 1-ю всеамериканскую сборную NCAA и признавался баскетболистом года среди студентов конференции Pacific-10. Всего за карьеру в НБА сыграл 128 игр, в которых набрал 634 очка (в среднем 5,0 за игру), сделал 316 подборов, 102 передачи, 73 перехвата и 23 блок-шота.
В 1990 году О’Бэннон стал в составе сборной США победителем чемпионата Америки по баскетболу среди юношей до 18 лет в Монтевидео. В 1993 году стал в составе сборной США чемпионом летней Универсиады в Баффало.

## Статистика

### Статистика в НБА
| Сезон                                                                                    | Команда    | Регулярный сезон | Регулярный сезон | Регулярный сезон | Регулярный сезон | Регулярный сезон | Регулярный сезон | Регулярный сезон | Регулярный сезон | Регулярный сезон | Регулярный сезон | Регулярный сезон | Серия плей-офф | Серия плей-офф | Серия плей-офф | Серия плей-офф | Серия плей-офф | Серия плей-офф | Серия плей-офф | Серия плей-офф | Серия плей-офф | Серия плей-офф | Серия плей-офф |
| Сезон                                                                                    | Команда    | GP               | GS               | MPG              | FG%              | 3P%              | FT%              | RPG              | APG              | SPG              | BPG              | PPG              | GP             | GS             | MPG            | FG%            | 3P%            | FT%            | RPG            | APG            | SPG            | BPG            | PPG            |
| ---------------------------------------------------------------------------------------- | ---------- | ---------------- | ---------------- | ---------------- | ---------------- | ---------------- | ---------------- | ---------------- | ---------------- | ---------------- | ---------------- | ---------------- | -------------- | -------------- | -------------- | -------------- | -------------- | -------------- | -------------- | -------------- | -------------- | -------------- | -------------- |
| 1995/96                                                                                  | Нью-Джерси | 64               | 29               | 19,6             | 39,0             | 17,9             | 71,3             | 2,6              | 1,0              | 0,7              | 0,2              | 6,2              | Не участвовал  | Не участвовал  | Не участвовал  | Не участвовал  | Не участвовал  | Не участвовал  | Не участвовал  | Не участвовал  | Не участвовал  | Не участвовал  | Не участвовал  |
| 1996/97                                                                                  | Нью-Джерси | 45               | 5                | 14,1             | 36,7             | 28,3             | 87,0             | 2,5              | 0,6              | 0,5              | 0,2              | 4,2              | Не участвовал  | Не участвовал  | Не участвовал  | Не участвовал  | Не участвовал  | Не участвовал  | Не участвовал  | Не участвовал  | Не участвовал  | Не участвовал  | Не участвовал  |
| 1996/97                                                                                  | Даллас     | 19               | 0                | 9,2              | 23,6             | 10,0             | 91,7             | 1,9              | 0,6              | 0,3              | 0,1              | 2,4              | Не участвовал  | Не участвовал  | Не участвовал  | Не участвовал  | Не участвовал  | Не участвовал  | Не участвовал  | Не участвовал  | Не участвовал  | Не участвовал  | Не участвовал  |
|                                                                                          | Всего      | 128              | 34               | 16,1             | 36,7             | 22,2             | 75,5             | 2,5              | 0,8              | 0,6              | 0,2              | 5,0              | Не участвовал  | Не участвовал  | Не участвовал  | Не участвовал  | Не участвовал  | Не участвовал  | Не участвовал  | Не участвовал  | Не участвовал  | Не участвовал  | Не участвовал  |
| Наведите курсор мыши на аббревиатуры в заголовке таблицы, чтобы прочесть их расшифровку. |            |                  |                  |                  |                  |                  |                  |                  |                  |                  |                  |                  |                |                |                |                |                |                |                |                |                |                |                |

### Статистика в NCAA
| Сезон | Команда | Conf   | Class | GP  | GS | MPG  | FG%  | 3P%  | FT%  | RPG | APG | SPG | BPG | PPG  |
| --- | ------- | ------ | ----- | --- | -- | ---- | ---- | ---- | ---- | --- | --- | --- | --- | ---- |
| 1991/92 | УКЛА    | Pac-10 | FR    | 23  | 0  | 12,5 | 41,6 | 25,0 | 63,0 | 3,0 | 0,5 | 0,3 | 0,3 | 3,6  |
| 1992/93 | УКЛА    | Pac-10 | SO    | 33  | 32 | 33,3 | 53,9 | 45,0 | 70,7 | 7,0 | 1,7 | 1,3 | 1,0 | 16,7 |
| 1993/94 | УКЛА    | Pac-10 | JR    | 28  | 28 | 34,3 | 48,4 | 28,6 | 74,5 | 8,8 | 2,1 | 1,2 | 1,1 | 18,2 |
| 1994/95 | УКЛА    | Pac-10 | SR    | 33  | 33 | 34,2 | 53,3 | 43,3 | 78,5 | 8,3 | 2,5 | 1,9 | 0,8 | 20,4 |
| Всего | Всего   | Всего  | Всего | 117 | 93 | 29,7 | 51,3 | 39,4 | 73,9 | 7,0 | 1,8 | 1,2 | 0,8 | 15,5 |
| Наведите курсор мыши на аббревиатуры в заголовке таблицы, чтобы прочесть их расшифровку Статистика приведена с сайта sports-reference.com |         |        |       |     |    |      |      |      |      |     |     |     |     |      |